# Kromosom 20
Kromosom 20 är ett av de 23 kromosomparen hos människor. Människor har normalt två kopior av detta kromosom. Kromosom 20 sträcker sig över cirka 63 miljoner baspar (byggmaterialet för DNA), och representerar mellan 2,5 procent av det totala DNA:t i cellerna. Kromosom 20 har 550 proteinkodande gener.

## Sjukdomar som är associerade till kromosom 20:[2]
Alagille Syndrome:
   - Cirka 7 procent av individer med Alagille-syndrom har små deletioner av genetiskt material på kromosom 20, i en region känd som 20p12. Denna region inkluderar JAG1-genen, som är involverad i signalering mellan närliggande celler under embryonal utveckling. Förlusten av JAG1-genen kan påverka hjärta, gallgångar i levern, ryggraden och vissa ansiktsdrag.
Ringkromosom 20-syndrom:
   - Orsakas av en kromosomavvikelse känd som en ringkromosom 20 eller r(20). Forskare försöker fortfarande förstå exakt hur ringkromosomen orsakar symptomen av detta syndrom. Det förekommer att gener nära ändarna av kromosom 20 raderas när ringkromosomen bildas, vilket misstänks vara ansvarig för epilepsi och andra hälsoproblem.
Cancer:
   - Förändringar i kromosom 20 är associerade med flera typer av cancer, särskilt blodrelaterade cancerformer som leukemi och lymfom. Deletioner på den långa (q) armen av kromosom 20 är vanliga i dessa former av cancer och kan också kopplas till andra blod- och benmärgssjukdomar.
Andra kromosomförändringar:
   - Deletioner eller duplicationer av genetiskt material från kromosom 20 kan ge olika effekter, inklusive intellektuella funktionsnedsättningar, fördröjd utveckling, karakteristiska ansiktsdrag, skeletala avvikelser och hjärtdefekter.